# Клаудія Бочова
Клаудія Бочова (словац. Klaudia Boczová; нар. 22 грудня 1990) — колишня словацька тенісистка.
Найвищу одиночну позицію світового рейтингу — 261 місце досягла 25 травня 2009, парну — 363 місце — 18 травня 2009 року.
Здобула 4 одиночні та 5 парних титулів.
Завершила кар'єру 2014 року.

## ITF Junior Circuit finals
| Категорія GA |
| Категорія G1 |
| Категорія G2 |
| Категорія G3 |
| Категорія G4 |

### Одиночний розряд: 6 (2–4)
| Результат | W–L | Дата     | Турнір                          | Рівень | Покриття | Суперниця           | Рахунок       |
| --------- | --- | -------- | ------------------------------- | ------ | -------- | ------------------- | ------------- |
| Поразка   | 0–1 | Сер 2004 | ITF Братислава, Словаччина      | G4     | Ґрунт    | Ленка Вєнерова      | 5–7, 3–6      |
| Поразка   | 0–2 | Сер 2004 | ITF Мішкольц, Угорщина          | G3     | Ґрунт    | Lenka Broošová      | 6–1, 5–7, 1–6 |
| Поразка   | 0–3 | Вер 2006 | ITF Прага, Чехія                | G2     | Ґрунт    | Петра Квітова       | 1–6, 4–6      |
| Поразка   | 0–4 | Тра 2007 | ITF Salsomaggiore Terme, Італія | G2     | Ґрунт    | Полона Герцог       | 3–6, 2–6      |
| Перемога  | 1–4 | Кві 2008 | ITF Cap-d'Ail, Франція          | G2     | Ґрунт    | Крістіна Младенович | 7–5, 6–1      |
| Перемога  | 2–4 | Кві 2008 | ITF Істр, Франція               | G2     | Ґрунт    | Екатеріне Горгодзе  | 6–4, 6–1      |

### Парний розряд: 20 (11–9)
| Результат | W–L  | Дата     | Турнір                          | Рівень | Покриття | Партнерка            | Суперниці                                       | Рахунок       |
| --------- | ---- | -------- | ------------------------------- | ------ | -------- | -------------------- | ----------------------------------------------- | ------------- |
| Поразка   | 0–1  | Вер 2004 | ITF Новий Сад, Сербія           | G2     | Ґрунт    | Анастасія Пивоварова | Tatsiana Kapshay Анастасія Полторацька          | w/o           |
| Поразка   | 0–2  | Кві 2005 | ITF П'єштяни, Словаччина        | G2     | Ґрунт    | Nikola Vajdová       | Яна Юріцова Магдалена Рибарикова                | 3–6, 2–6      |
| Поразка   | 0–3  | Тра 2005 | ITF Філлах, Австрія             | G2     | Ґрунт    | Міхаела Похабова     | Юганна Ларссон Надя Рома                        | 3–6, 0–6      |
| Поразка   | 0–4  | Чер 2005 | ITF Будапешт, Угорщина          | G2     | Ґрунт    | Nikola Vajdová       | Міхаела Похабова Патріція Верешова              | 2–6, 3–6      |
| Поразка   | 0–5  | Сер 2005 | ITF Мішкольц, Угорщина          | G3     | Ґрунт    | Моніка Коханова      | Міхаела Похабова Патріція Верешова              | 6–4, 5–7, 1–6 |
| Поразка   | 0–6  | Вер 2005 | ITF Новий Сад, Сербія           | G2     | Ґрунт    | Моніка Коханова      | Міхаела Похабова Патріція Верешова              | 5–7, 1–6      |
| Перемога  | 1–6  | Січ 2006 | ITF Каракас, Венесуела          | G1     | Тверде   | Крістіна Кучова      | Фернанда Ерменежилду Тельяна Перейра            | 3–6, 6–2, 6–3 |
| Перемога  | 2–6  | Січ 2006 | ITF Барранкілья, Колумбія       | G1     | Ґрунт    | Крістіна Кучова      | Мелані Клаффнер Яніна Вікмаєр                   | 6–2, 6–0      |
| Перемога  | 3–6  | Бер 2006 | Banana Bowl, Бразилія           | GA     | Ґрунт    | Крістіна Кучова      | Тельяна Перейра Катержина Ванькова              | 6–3, 6–3      |
| Перемога  | 4–6  | Кві 2006 | ITF П'єштяни, Словаччина        | G2     | Ґрунт    | Крістіна Кучова      | Natalia Orlova Наташа Зорич                     | 6–3, 6–2      |
| Перемога  | 5–6  | Чер 2006 | ITF Оффенбах, Німеччина         | G1     | Ґрунт    | Валерія Пулідо       | Ксенія Мілевська Роксане Вайзенберг             | 6–3, 4–6, 6–4 |
| Поразка   | 5–7  | Лип 2006 | ITF Вельс, Австрія              | G1     | Ґрунт    | Патріція Верешова    | Andrea Berková Катержина Крамперова             | 2–6, 4–6      |
| Перемога  | 6–7  | Вер 2006 | ITF Прага, Чехія                | G2     | Ґрунт    | Monika Širilová      | Домініка Канакова Петра Квітова                 | 6–4, 6–2      |
| Перемога  | 7–7  | Вер 2006 | ITF Новий Сад, Сербія           | G2     | Ґрунт    | Анастасія Пивоварова | Людмила Кіченок Надія Кіченок                   | 6–3, 6–1      |
| Поразка   | 7–8  | Січ 2007 | ITF Мельбурн, Австралія         | G1     | Тверде   | Крістіна Кучова      | Анастасія Павлюченкова Родіонова Аріна Іванівна | 2–6, 3–6      |
| Поразка   | 7–9  | Січ 2007 | ITF Траралґон, Австралія        | G1     | Тверде   | Крістіна Кучова      | Andreea Roxana Vaideanu Erika Zanchetta         | w/o           |
| Перемога  | 8–9  | Кві 2007 | ITF Умаг, Хорватія              | G1     | Ґрунт    | Крістіна Кучова      | Ірина-Камелія Бегу Maria-Luiza Crăciun          | 6–4, 6–1      |
| Перемога  | 9–9  | Тра 2007 | ITF Salsomaggiore Terme, Італія | G2     | Ґрунт    | Elena Chernyakova    | Джоя Барб'єрі Мартіна ді Джузеппе               | 6–1, 6–2      |
| Перемога  | 10–9 | Тра 2007 | Trofeo Bonfiglio, Італія        | GA     | Ґрунт    | Крістіна Кучова      | Andrea Berková Ленка Юрикова                    | 7–5, 6–3      |
| Перемога  | 11–9 | Кві 2008 | ITF Істр, Франція               | G2     | Ґрунт    | Сінді Шала           | Іріна Раміалізон Поліна Родіонова               | 6–2, 6–0      |

## Фінали ITF

### Одиночний розряд: 7 (4–3)
| Легенда          |
| ---------------- |
| Турніри $100,000 |
| Турніри $80,000  |
| Турніри $50,000  |
| Турніри $25,000  |
| Турніри $10,000  |

| Результат | W–L | Дата     | Турнір                            | Рівень | Покриття | Суперниця         | Рахунок       |
| --------- | --- | -------- | --------------------------------- | ------ | -------- | ----------------- | ------------- |
| Поразка   | 0–1 | Лип 2007 | ITF Прокуплє, Сербія              | 10,000 | Ґрунт    | Ана Веселинович   | 4–6, 3–6      |
| Перемога  | 1–1 | Тра 2008 | ITF Михайлівці, Словаччина        | 10,000 | Ґрунт    | Романа Табак      | 6–2, 6–3      |
| Перемога  | 2–1 | Чер 2008 | ITF Ленцергайде, Швейцарія        | 10,000 | Ґрунт    | Мішелль Герардс   | 6–3, 6–1      |
| Перемога  | 3–1 | Чер 2008 | ITF Бостад, Швеція                | 25,000 | Ґрунт    | Анне Шефер        | 1–6, 6–2, 6–2 |
| Поразка   | 3–2 | Вер 2008 | ITF Сараєво, Боснія і Герцеговина | 25,000 | Ґрунт    | Маша Зец-Пешкірич | 1–6, 3–6      |
| Перемога  | 4–2 | Жов 2010 | ITF Дубровник, Хорватія           | 10,000 | Ґрунт    | Наташа Зорич      | 6–3, 7–5      |
| Поразка   | 4–3 | Лис 2011 | ITF Монастір, Туніс               | 10,000 | Тверде   | Вікторія Томова   | 1–3 ret.      |

### Парний розряд: 7 (5–2)
| Результат | W–L | Дата     | Турнір                     | Рівень | Покриття | Партнерка          | Суперниці                         | Рахунок       |
| --------- | --- | -------- | -------------------------- | ------ | -------- | ------------------ | --------------------------------- | ------------- |
| Перемога  | 1–0 | Тра 2007 | ITF Михайлівці, Словаччина | 10,000 | Ґрунт    | Крістіна Кучова    | Ольга Брозда Юстина Єгйолка       | 7–5, 4–6, 6–3 |
| Поразка   | 1–1 | Лип 2007 | ITF Прокуплє, Сербія       | 10,000 | Ґрунт    | Катарійна Туогімаа | Неда Козич Наташа Зорич           | 4–6, 5–7      |
| Перемога  | 2–1 | Тра 2008 | ITF Бухарест, Румунія      | 10,000 | Ґрунт    | Романа Табак       | Ioana Ivan Вівіан Сегніні         | 6–2, 6–0      |
| Перемога  | 3–1 | Лип 2008 | ITF Бостад, Швеція         | 25,000 | Ґрунт    | Нікол Тіссен       | Анне Шефер Чжан Лін               | 6–2, 6–1      |
| Перемога  | 4–1 | Вер 2008 | ITF Лечче, Італія          | 25,000 | Ґрунт    | Міхаела Похабова   | Стефанія К'єппа Джулія Габба      | 6–4, 6–1      |
| Поразка   | 4–2 | Тра 2009 | ITF Флоренція, Італія      | 25,000 | Ґрунт    | Ніколе Клеріко     | Кінні Лайсне Stephanie Vongsouthi | 0–6, 1–6      |
| Перемога  | 5–2 | Сер 2014 | ITF Копенгаген, Данія      | 10,000 | Ґрунт    | Карен Барріца      | Еміліе Франкаті Марія Єсперсен    | 6–4, 6–1      |